# Шапоне
Шапоне (фр. Chaponnay) насеље је и општина у источној Француској у региону Рона-Алпи, у департману Рона која припада префектури Лион.
По подацима из 2011. године у општини је живело 3753 становника, а густина насељености је износила 198,68 становника/km². Општина се простире на површини од 18,89 km². Налази се на средњој надморској висини од 220 метара (максималној 367 m, а минималној 192 m).

## Демографија
| 1962. | 1968. | 1975. | 1982. | 1990. | 1999. | 2011. |
| ----- | ----- | ----- | ----- | ----- | ----- | ----- |
| 1.147 | 1.242 | 1.454 | 2.706 | 2.913 | 3.317 | 3.753 |

График промене броја становника у току последњих година